# Oleg Moissejewitsch Kagan
Oleg Moissejewitsch Kagan (russisch Олег Моисеевич Каган; * 22. November 1946 in Juschno-Sachalinsk, Oblast Sachalin, Sowjetunion; † 15. Juli 1990 in München) war ein russischer Violinvirtuose. Er zählte zu den berühmtesten russischen Geigern des 20. Jahrhunderts der Generation nach Dawid Oistrach und Eduard Gratsch.

## Leben
Er studierte ab einem Alter von 7 Jahren zuerst an der Musikschule des Lettischen Staatskonservatoriums Riga bei Joachim Braun. 1959 wechselte er an die Zentrale Musikschule Moskau und dann ans Moskauer Konservatorium, wo er unter anderem bei David Oistrach seine Studien fortsetzte. Er wurde der Lieblingsschüler David Oistrachs, mit dem ihn bald auch eine private Freundschaft verband. Schon bald errang er zahlreiche Preise: Beim Enescu-Wettbewerb in Bukarest 1964 den 4. Preis, bei der International Jean Sibelius Violin Competition in Helsinki 1965 den 1. Preis, beim Tschaikowski-Wettbewerb in Moskau 1966 den 2. Preis und beim Internationalen Johann-Sebastian-Bach-Wettbewerb in Leipzig 1968 den 1. Preis.
Er war ab 1968 in erster Ehe mit der Pianistin Elisabeth Leonskaja verheiratet, mit der er auch nach dem Scheitern der Beziehung weiterhin konzertierte. Mit seiner zweiten Frau, der Cellistin Natalja Gutman  gründete er 1990 in Wildbad Kreuth ein Musikfest, das nach seinem Tod ihm zu Ehren 1992 in Internationales Oleg Kagan Musikfest umbenannt wurde und dessen künstlerische Leitung sie bis 2012 innehatte. Seit 1969 war Swjatoslaw Richter regelmäßiger Kammermusikpartner Oleg Kagans.   
Seinem Andenken widmete Alfred Schnittke 1990 die Komposition Madrigal in memoriam Oleg Kagan für Violoncello (oder Violine) solo.